# Cristina Neagu
Pour les articles homonymes, voir Neagu.
Cristina Neagu, née le 26 août 1988 à Bucarest, est une handballeuse roumaine. 
Elle est la seule personnalité du handball avoir été désignée quatre fois meilleure handballeuse de l'année par la Fédération internationale de handball (IHF) : en 2010, 2015, 2016 et 2018.

## Biographie

### Clubs
Avec le Rulmentul Brașov, elle dispute la finale de la Coupe d'Europe des vainqueurs de coupe 2007-2008 face à la formation norvégienne du Larvik HK qui remporte le titre en s'imposant lors des deux manches 25-21 puis 25-19. Lors de cette compétition, elle termine meilleure buteuse avec 66 buts marqués. L'année suivante, Brașov se fait éliminer lors du deuxième tour de la ligue des champions. Toutefois, sa place de deuxième de groupe lui permet de disputer la Coupe de l'EHF (C3), compétition où le club roumain atteint la demi-finale, battu par les Espagnoles de SD Itxako. Le 24 février 2009, le secrétaire général de la Fédération roumaine de handball, Mihai Marinescu, a déclaré que Neagu et Patricia Vizitiu étaient devenues libres de contrat, après l'expiration du délai imposé au Rulmentul Brașov pour payer des salaires impayés de mai 2008. Elle rejoint alors le club d'Oltchim Vâlcea et remporte avec son nouveau club son premier titre de championne de Roumanie.
Lors de la ligue des champions 2009-2010 avec ce club, elle inscrit 65 buts, partageant la neuvième place du classement des marqueuses. Vâlcea dispute la finale de cette compétition mais doit s'incliner face à la formation danoise de Viborg HK qui remporte le match aller 28 à 21 malgré huit buts de Neagu et le match retour, en Roumanie, sur le score de 32 à 31 avec encore six buts de la Roumaine. Cristina Neagu remporte son deuxième titre de championne de Roumanie sous son nouveau club.
Très gravement blessée à l'épaule en février 2011, elle est contrainte de se faire opérer et ne peut reprendre la compétition qu'un an et huis mois plus tard, en octobre 2012.
En 2013, elle doit quitter Vâlcea, en proie à d'importants problèmes financiers, pour rejoindre le club monténégrin du ŽRK Budućnost Podgorica. Elle y atteint la finale de la Ligue des champions en 2014 puis remporte la compétition en 2015.
En 2017, elle retourne dans sa ville natale en signant au CSM Bucarest.

### Sélection nationale
Elle n'a que 15 ans lorsqu'elle rejoint la formation de jeune de l'équipe de Roumanie. En 2005, elle participe avec cette sélection au championnat d'Europe de sa catégorie d'âge, compétition où elle remporte la médaille d'argent et à titre individuel le titre de MVP (meilleure joueuse) du tournoi. L'année suivante, lors de la compétition mondiale, la Roumanie remporte la médaille de bronze et elle remporte de nouveau le titre de MVP. Pour la troisième année consécutive, la Roumanie remporte une médaille, le bronze, lors d'une compétition de jeune. le titre de meilleure arrière gauche du tournoi est attribuée à Cristina Neagu lors de ce championnat d'Europe.
Lors de cette même année 2007, elle débute dans l'équipe de Roumanie. Elle dispute ainsi le Championnat du monde 2007 disputé en France. Après avoir éliminé la France en quart de finale - avec un 6 sur 9 de Neagu- la Roumanie est battue en demi-finale par la Russie, future championne, puis par l'Allemagne après une prolongation et termine donc au quatrième rang. 
La Roumanie obtient sa qualification pour les Jeux olympiques de Pékin en remportant l'un des tournois pré-olympiques. Après une élimination en quart de finale face à la Hongrie, la Roumanie termine à la septième place. Lors du Championnat d'Europe de la fin d'année, la Roumanie termine à la cinquième place. Lors du mondial 2009 disputé en Chine, la Roumanie termine à la quatrième place de son groupe lors du tour principal. Finalement, la Roumanie termine huitième de la compétition.
Lors du Championnat d'Europe 2010, la Roumanie parvient en demi-finale de la compétition mais doit s'incliner 25 à 23 face à la Suède. La sélection roumaine remporte toutefois une médaille de bronze grâce à une victoire 16 à 15 face au Danemark. Cristina Neagu a été déterminante pour son équipe, terminant à la fois meilleure arrière gauche, meilleure marqueuse et meilleure passeuse. 
Après la 12e place au championnat du monde 2023 et donc la non-participation de la Roumanie aux Jeux olympiques de 2024, elle décide de mettre un terme à sa carrière internationale, totalisant 975 buts marqués en 224 sélections.

## Palmarès

### En sélection
Ses résultats en sélection sont :
Championnats du monde
- 4e place au championnat du monde 2007
- 10e place au championnat du monde 2013
- Médaille de bronze au championnat du monde 2015
- 10e place au championnat du monde 2017
- 12e place au championnat du monde 2019
- 12e place au championnat du monde 2023

Championnats d'Europe
- 5e place au championnat d'Europe 2008
- Médaille de bronze au championnat d'Europe 2010
- 10e place au championnat d'Europe 2012
- 9e place au championnat d'Europe 2014
- 5e place au championnat d'Europe 2016
- 4e place au championnat d'Europe 2018
- 12e place au championnat d'Europe 2020
- 12e place au championnat d'Europe 2022

Jeux olympiques
- 7e place aux Jeux olympiques de 2008
- 9e place aux Jeux olympiques de 2016

Autres
- troisième du championnat d'Europe junior en 2007[14]
- troisième du championnat d'Europe junior en 2006
- finaliste du championnat d'Europe jeunes en 2005

### En club
Compétitions internationales
- Ligue des champions (C1)
  - vainqueur en 2015 (avec ŽRK Budućnost Podgorica)
  - finaliste en 2010 (avec Oltchim Vâlcea) et 2014 (avec Budućnost Podgorica)
- Coupe des vainqueurs de coupe (C2)
  - finaliste en 2008 (avec Rulmentul Brașov)

Compétitions nationales
- vainqueur du Championnat du Monténégro en 2014, 2015, 2016 et 2017 (avec ŽRK Budućnost Podgorica)
- vainqueur du Championnat de Roumanie en 2010, 2011, 2012, 2013 (avec Oltchim Vâlcea) et 2018, 2021 (avec CSM Bucarest)
- vainqueur de la Coupe de Roumanie en 2011 (avec Oltchim Vâlcea) et 2018, 2019 (avec CSM Bucarest)
- vainqueur de la Supercoupe de Roumanie (ro) en 2011 (avec Oltchim Vâlcea) et 2017, 2019 (avec CSM Bucarest)

### Distinctions individuelles
Distinctions internationales (IHF)
- Élue meilleure handballeuse mondiale de l'année (4) : 2010[8],[15], 2015, 2016 et 2018[16],[17]
- Élue meilleure joueuse du championnat du monde (1) : 2015[18].
- Élue meilleure arrière gauche du championnat du monde (1) : 2015
- Meilleure marqueuse du championnat du monde (1) : 2015
- Élue meilleure joueuse du championnat du monde jeunes (1) : 2006

Distinctions continentales (EHF)
- Élue meilleure handballeuse européenne de l'année (en) (2) : 2017, 2018
- Meilleure marqueuse de l'histoire du championnat d'Europe avec 237 buts marqués
- Élue meilleure arrière gauche du championnat d'Europe (4) : 2010, 2014[19], 2016 et 2022
- Meilleure marqueuse du championnat d'Europe (1) : 2010
- Élue meilleure joueuse du championnat d'Europe des moins de 17 ans (1) : 2005
- Élue meilleure arrière gauche du championnat d'Europe des moins de 19 ans (1) : 2007
- Meilleure buteuse de la Ligue des champions (2) : 2015, 2018, 2022
- Élue meilleure arrière gauche de la Ligue des champions (7) : 2015, 2016, 2017, 2018, 2020, 2021, 2022

Distinctions nationales
- Élue meilleure handballeuse de l'année en Roumanie (6) : 2009, 2010, 2015, 2016, 2017, 2018
- Élue sportive de l'année en Roumanie (1) : 2015
- Élue meilleure joueuse du championnat de Roumanie (2) : 2017, 2018

## Galerie

Cristina Neagu sous le maillot de la Roumanie en 2015
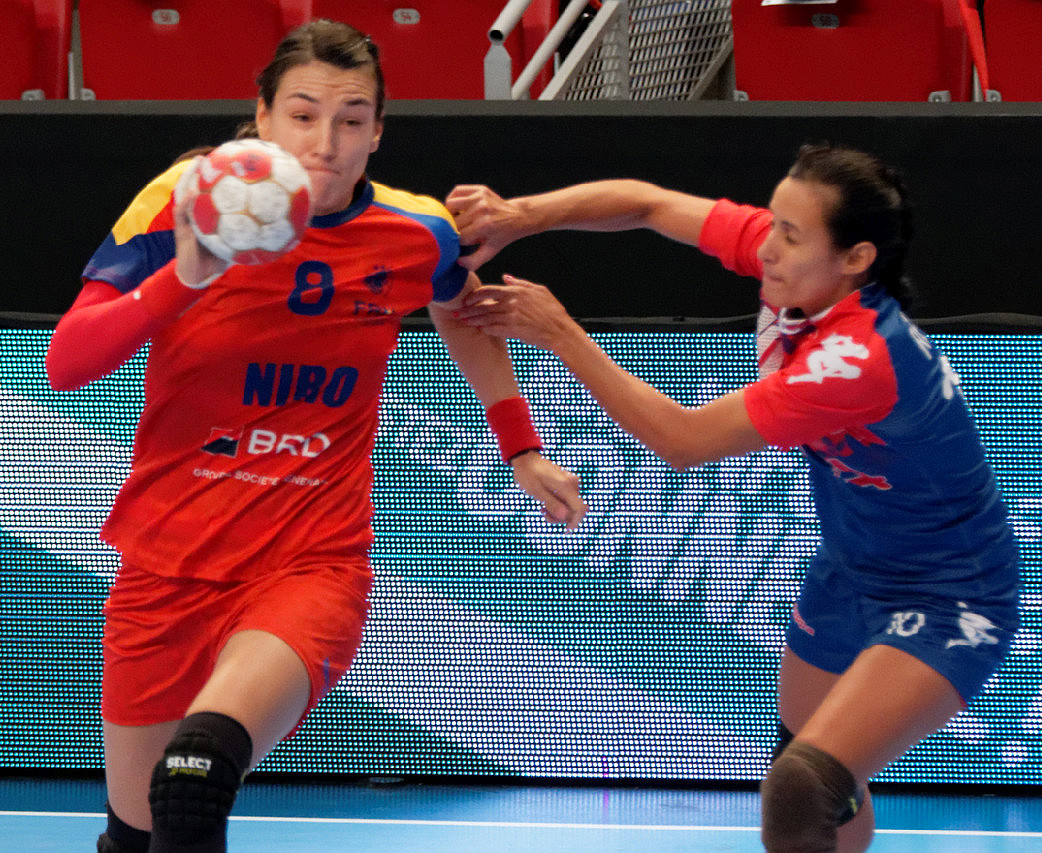
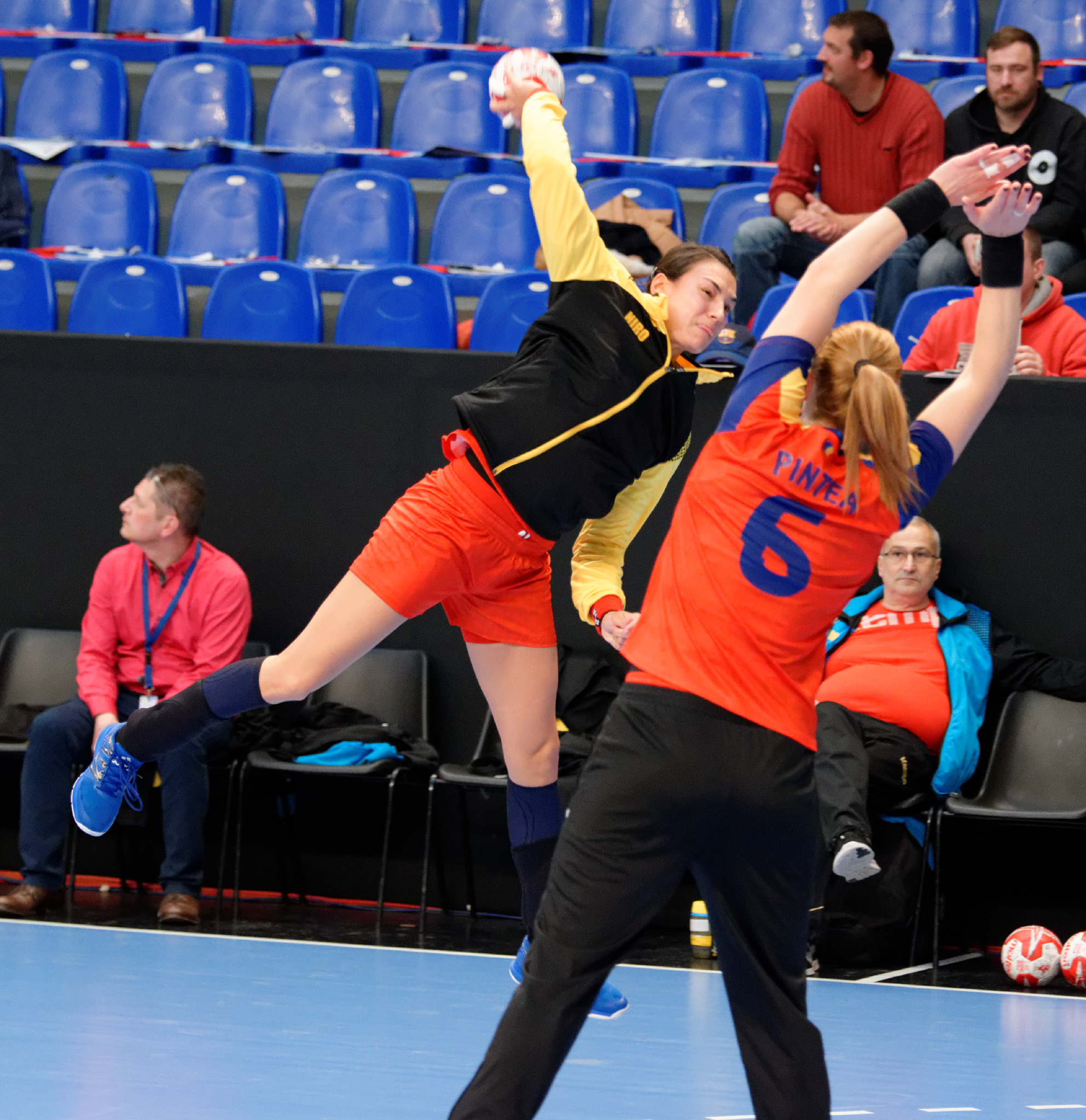
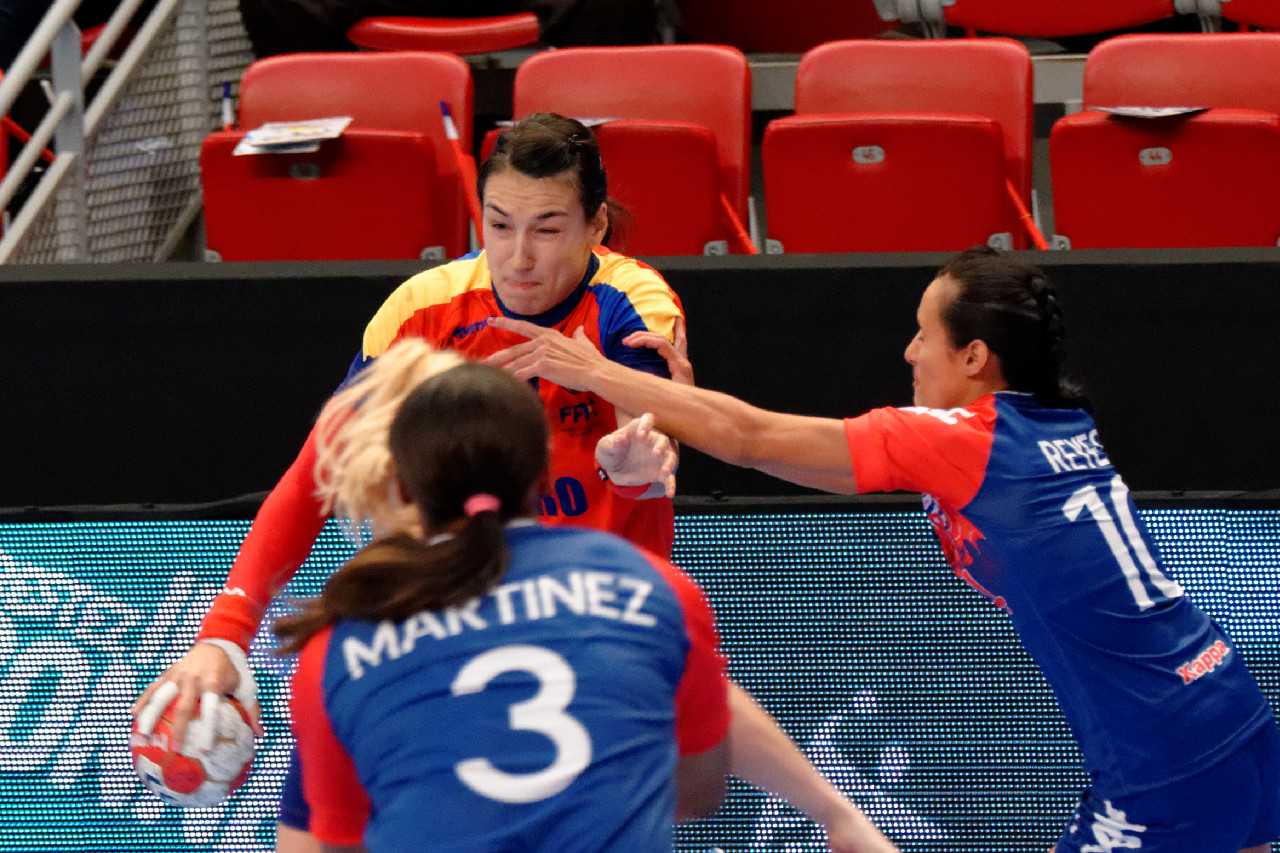
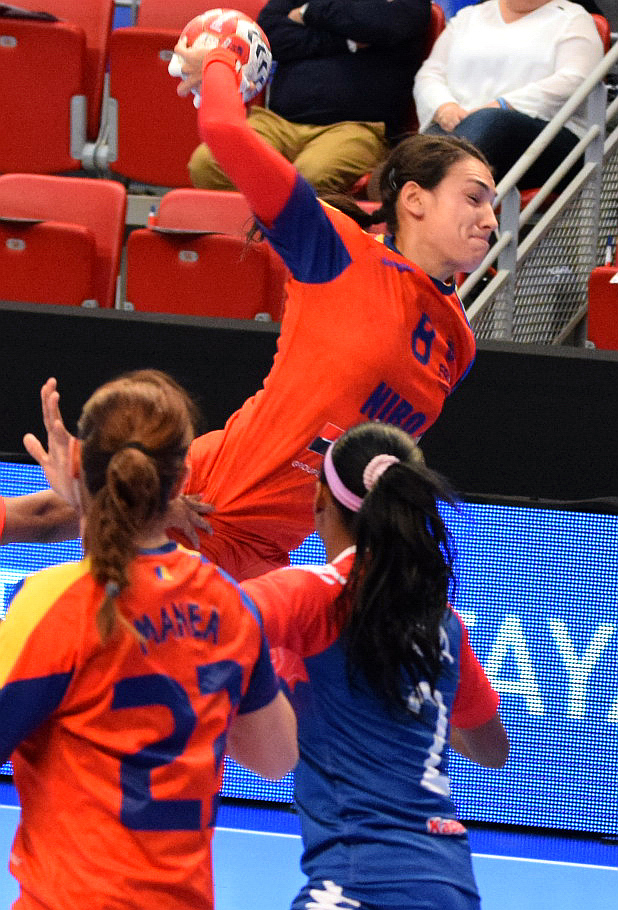
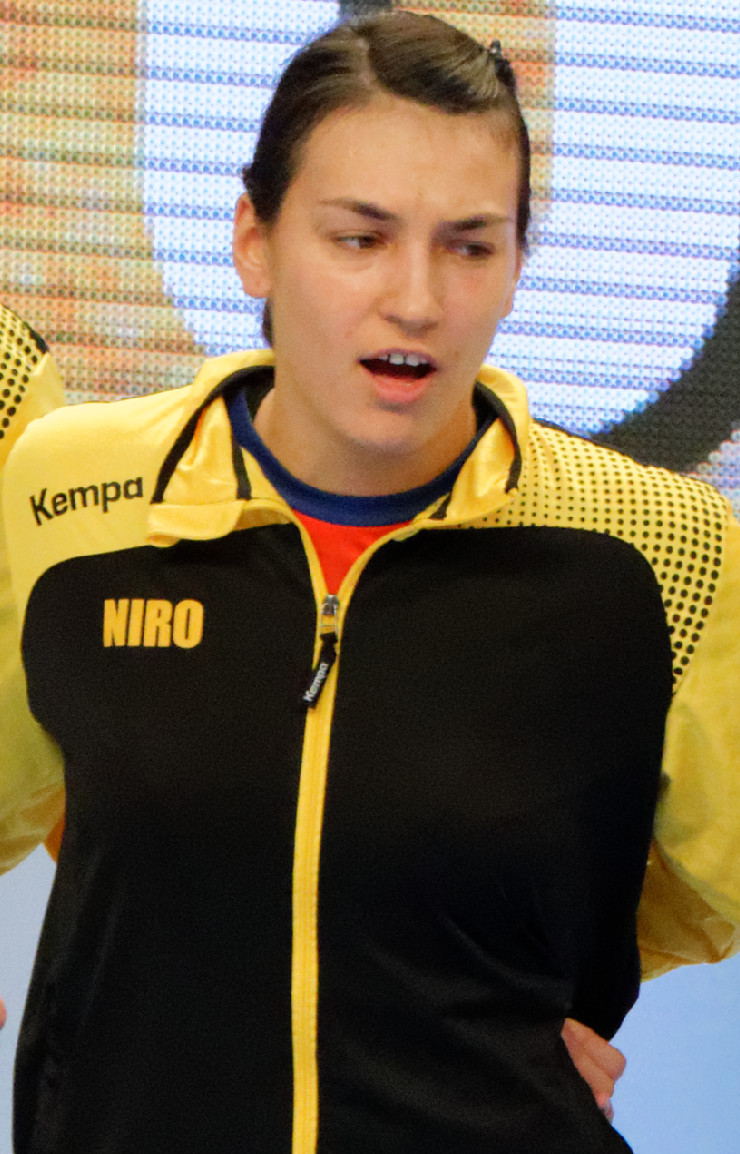